# Lennart Grahn
Åke Lennart Grahn, född 10 november 1946 i Luleå, är en svensk musiker. Tidigare känd som Clayton.
Han var sångare i popgruppen Shanes och senare även medlem i Idolerna. Han har också gett ut skivor under eget namn. Grahn är bosatt i Nyköping.